# Tornavacas (kommunhuvudort)
Tornavacas är en kommunhuvudort i Spanien.   Den ligger i provinsen Provincia de Cáceres och regionen Extremadura, i den centrala delen av landet, 170 km väster om huvudstaden Madrid. Tornavacas ligger 888 meter över havet och antalet invånare är 1 279.
Terrängen runt Tornavacas är kuperad åt sydost, men åt nordväst är den bergig. Tornavacas ligger nere i en dal. Runt Tornavacas är det glesbefolkat, med 15 invånare per kvadratkilometer. Närmaste större samhälle är Béjar, 15,9 km norr om Tornavacas. Trakten runt Tornavacas består i huvudsak av gräsmarker.